# Solun-Gletscher
Der Solun-Gletscher (bulgarisch ледник Солун lednik Solun; im Vereinigten Königreich Philippa Glacier) ist ein 9,3 km langer und 4 km breiter Gletscher auf der Pernik-Halbinsel an der Loubet-Küste des Grahamlands auf der Antarktischen Halbinsel. Er fließt östlich des Škorpil-Gletschers und nordwestlich des McCance-Gletschers von den Nordhängen der Protector Heights in nördlicher Richtung zur Darbel Bay.
Britische Wissenschaftler kartierten ihn 1976. Die bulgarische Kommission für Antarktische Geographische Namen benannte ihn 2010 nach dem Gymnasium von Solun (Solun: bulgarisch für Thessaloniki). Das UK Antarctic Place-Names Committee benannte ihn dagegen nach Philippa Scott (1919–2010), der Ehefrau des britischen Naturschützers Peter Markham Scott und Schwiegertochter des britischen Polarforschers Robert Falcon Scott.